# Anaxibia
Anaxibia (лат.) — род пауков из семейства диктиновые пауки ткачи (Dictynidae). Известно 7 видов. Встречаются в Азии и Африке.

## Описание
Род представляет крошечных и мелких пауков (около 3 мм), характеризующихся длинными, цилиндрическими передними и задними паутинными бородавками, редуцированным крибеллумом, цимбием с каудальной модификацией, пателлой пальп с дорсальным выступом-рогом, субапикально выходящим эмболусом, половой проток с широкой пластинчатой вершиной и простые женские гениталии.

## Систематика
Описано 7 видов. Род был впервые описан в 1898 году году шведским арахнологом Тамерланом Тореллем (1830—1901). Два вида обитают в Африке и пять видов в Южной и Юго-Восточной Азии.
Anaxibia (др.-греч. Ἀναξίβια) — имя ряда персонажей древнегреческой мифологии, в том числе Анаксибия. Сходное с именем рода пауков, но видовое название имеет бабочка Morpho anaxibia.
- Anaxibia caudiculata Thorell, 1898 — Мьянма
- Anaxibia difficilis (Kraus, 1960) — Сан-Томе и Принсипи
- Anaxibia folia Sankaran & Sebastian, 2017 — Индия
- Anaxibia nigricauda (Simon, 1905) — Шри-Ланка
- Anaxibia peteri (Lessert, 1933) — Ангола
- Anaxibia pictithorax (Kulczyński, 1908) — Индонезия (Ява)
- Anaxibia rebai (Tikader, 1966) — Индия